# Hong Tianguifu
Hong Tianguifu (xinès simplificat: 洪天贵 福; xinès tradicional: 洪天貴 福; pinyin: Hóng Tianguifu) (23 de novembre de 1849 - 18 de novembre de 1864), també anomenat Hong Tiangui i en el registre històric de Qing, Hong Futian (洪福 瑱 Hóng Futian), va ser el segon i últim rei del Regne Celestial de Taiping. Se li coneix popularment com el Senyor menor (主). Oficialment, com el seu pare Hong Xiuquan, era el Rei del Cel (Heaven). Per diferenciar, també se l'anomena el Rei Júnior del Cel (幼 天王).Quatre mesos després de la seva coronació, Tianjing, la capital dels rebels de Taiping, va ser capturada per la dinastia Qing. Hong Tianguifu va escapar a Dongba, Jiangsu al juliol de 1864, es va reunir amb el seu oncle, Hong Rengan, Príncep Guen (干 王). Després d'anar al comtat de Guangde, primer a Anhui, van anar a la ciutat de Huzhou (湖州), Zhejiang el 13 d'agost de 1864 reunir-se amb el comandant local de l'Exèrcit de Taiping, Huang Wenjin (黄 文 金). La dinastia Qing va enviar a Zuo Zongtang i Li Hongzhang per atacar la ciutat, i Chen Xueming (陈学明), el comandant de l'exèrcit de Taiping a càrrec de defensar la porta sud de la ciutat es va rendir el 26 d'agost de 1864 . Hong Tianguifu, Hong Rengan i Huang Wenjin (文 金) van ser obligats a fugir de la ciutat l'endemà, a l'empara de la nit, i Huang Wenjin (黄 文 金) aviat va morir a causa de les ferides. La resta dels supervivents van intentar escapar a la regió fronterera de Jiangxi, Guangdong i Fujian per unir-se a les forces romanents de Taiping liderades per Li Shixian (李世贤), però el 9 d'octubre de 1864, van ser emboscats per l'exèrcit Qing a Shicheng. Hong Rengan va ser capturat i posteriorment executat el 23 de novembre de 1864 a Nanchang (南昌), Jiangxi. Hong Tianguifu va escapar a les muntanyes prop de Shicheng després que la seva força simbòlica fos eliminada, Va ser capturat el 25 d'octubre de 1864 i executat per tall lent el 18 de novembre d'aquest any, a sis dies del seu quinzè aniversari.